# Bridgewater (Tasmanië)
Bridgewater is een voorstedelijke plaats in het zuidoosten van de Australische deelstaat Tasmanië en valt bestuurlijk gezien onder Brighton Council. De stad bevindt zich ongeveer 19 kilometer ten noorden van het centrum van Hobart en is daarmee een van de noordelijke voorsteden van de Tasmaanse hoofdstad.

## Geografie
Bridgewater ligt op de oostelijke oever van de rivier de Derwent en ten westen van de plaats stroomt de Jordan.

### Aangrenzende plaatsen
| Aangrenzende plaatsen | Aangrenzende plaatsen | Aangrenzende plaatsen | Aangrenzende plaatsen | Aangrenzende plaatsen |
| --------------------- | --------------------- | --------------------- | --------------------- | --------------------- |
|                       |                       | Brighton              |                       |                       |
|                       |                       |                       |                       |                       |
|                       | Gagebrook             |                       |                       |                       |
|                       |                       |                       |                       |                       |
|                       |                       | Granton               |                       | Greenpoint            |

## Onderwijs
Bridgewater beschikt over drie basisscholen: een particuliere school (Northern Suburbs Christian School), een katholieke school (St. Paul's Primary School) en een openbare school (East Derwent Primary School). Verder is er ook een middelbare school (Bridgewater High School).

## Verkeer en vervoer
Bridgewater is een van de eerste buitenwijken van Hobart die aangedaan wordt door de Midland Highway en de Brighton Bypass. Deze wegen zijn samen met East Derwent Highway de belangrijkste doorgaande wegen van de buitenwijk. De westelijke oever van de Derwent is te bereiken via de Bridgewater Bridge and Causeway.